# Golf van İzmir
De Golf van İzmir, vroeger de Golf van Smyrna, (Turks: İzmir Körfezi) is een baai aan de oostelijke kust van de Egeïsche Zee in het huidige Turkije. De golf ligt tussen het schiereiland van Karaburun en de rest van de provincie İzmir, dat onderdeel van het vasteland van Turkije is. De golf wordt naar de stad İzmir, tot 1922 Smyrna, genoemd, waarvan het stadscentrum aan de zuidelijke kustlijn van de golf ligt. De agglomeratie van İzmir is rond de golf uitgebreid. İzmir is de derde stad van Turkije en heeft een belangrijke zeehaven.
İzmir ligt aan het zuidoosten bij het begin van de baai en Foça en Karaburun liggen aan het oosten en westen van de monding ervan.
|  |  |